# Джузеппе делла Скала
Джузеппе делла Скала (*Giuseppe della Scala, бл. 1263 —1313) — середньовічний церковний діяч Верони.

## Життєпис
Походив з династії Скалігери. Позашлюбний син Альберто I, синьйора Верони. Народився близько 1263 року. З дитинства йому була визначена духовна кар'єра. У 1281 році стає пріором монастиря Сан-Джорджіо-ін-Брайда.
У 1292 році батько домігся обранням Джузеппе абатом монастиря Сан-Дзено, що був одним з найвпливовішим та найбагатішим серед монастирів Верони. Данте написав про Джузеппе делла Скала, що він «народився убогим тілом, а з мізками ще гірше». Проте відомий своїм довголіття по тому часу (близько 50-51 роки) та активною діяльності на посаді абата. Він домігся відновлення прав абатства на усі його території і володіння. Водночас використовував гроші абатства для допомоги синьйорам Верони у політичних та військових справах.
У 1299 році призначено збирачем десяти для Папського престолу. 1308 року призначено представником Аквідлейського патріархату у Веронській єпархії. 1311 року згадується як ректор і адміністратор єпархії. Помер у 1313 році.

## Родина
Мав позашлюбних дітей:
- Бартоломео (д/н—1338), єпископ Верони
- Альберто (д/н-1352), канонік церкви Сан-Джорджіо-ін-Брайда